# Szakasz (település)
Szakasz falu Romániában, Szatmár megyében.

## Fekvése
Szatmár megye déli részén, Krasznabéltektől északkeletre, a Bükk hegység alatt fekvő település.

## Története
Szakasz nevét az oklevelek 1461-ben említik először Zakaz alakban. Ekkor a bélteki uradalom-hoz tartozott, és sorsuk is közös volt.
A 16. századtól a Szatmári vár tartozéka volt egészen 1641-ig.
1641-ben Prépostváry Bálint kapta meg a települést.
1711-ben gróf Károlyi Sándor lett Szakasz birtokosa.
1747 körül a Károlyiak Württemberg-ből származó svábokat telepítettek a faluba.
1771-ben alakult meg itt a római katolikus egyház, s 1815-ben felépítették templomukat is.
1779-ben a településen nagy tűzvész volt, melyben a falu teljes egészében leégett.
A 20. század elején nagyobb birtokosa nem volt.
A település határán két nagyobb patak átfolyik: a Mária patak és a Boldádi patak is.
1910-ben 859 lakosából magyar 122, német 525, oláh 192, egyéb nemzetiségű 20.

## Nevezetességek
- Római katolikus templom – 1815-ben épült.
- Görögkatolikus templom